# ليام غراي
ليام غراي (بالإنجليزية: Liam Gray)‏ (16 يونيو 1994 باسكتلندا في المملكة المتحدة - ) هو لاعب كرة قدم بريطاني في مركز الهجوم. لعب مع نادي ليفينغستون لكرة القدم.

## وصلات خارجية
- ليام غراي على موقع قاعدة بيانات كرة القدم.إي يو (الإنجليزية)
- ليام غراي على موقع Soccerbase.com (لاعب) (الإنجليزية)
- ليام غراي على موقع Soccerway.com (الإنجليزية)